# Clemencia de Borgoña
Clemencia de Borgoña (h. 1078-h. 1133) fue una condesa consorte de Flandes por matrimonio. Actúuó como regente de Flandes mientras que su marido estaba en la cruzada.

## Biografía
Era la hija de Guillermo I de Borgoña y una noble llamada Estefanía. El papa Calixto II era su hermano.
En 1097, se casó con Roberto II de Flandes y se convirtió en condesa de Flandes. Cuando él se marchó a la Primera Cruzada, se convirtió en regente de Flandes. Tuvieron tres hijos, pero solo Balduino sobrevivió a su padre y lo sucedió en 1111. Debido a su juventud, ella gobernó junto a su hijo.
Después de su muerte en 1119, se casó con Godofredo I de Lovaina y quizás fue la madre de Joscelin de Lovaina. Este segundo matrimonio la convirtió en madrastra de Adela de Lovaina, reina de Inglaterra.